# Øyvind Skaanes
Øyvind Skaanes (29 de mayo de 1968) es un deportista noruego que compitió en esquí de fondo. Ganó una medalla de oro en el Campeonato Mundial de Esquí Nórdico de 1991, en la prueba de relevo.

## Palmarés internacional
| Campeonato Mundial | Campeonato Mundial     | Campeonato Mundial | Campeonato Mundial |
| Año                | Lugar                  | Medalla            | Prueba             |
| ------------------ | ---------------------- | ------------------ | ------------------ |
| 1991               | Val di Fiemme (Italia) | Medalla de oro     | Relevo 4 × 10 km   |